# Linux Unified Key Setup
Inom datasäkerhet  är Linux Unified Key Setup eller LUKS en krypteringsmetod för hårddiskar. Specifikationen utvecklades av Clemens Fruhwirth och var ursprungligen tänkt för Linux.
Medan de flesta hårddiskkrypteringsmjukvaror har olika och inkompatibla implementationer samt odokumenterade format strävar LUKS efter en plattformsoberoende standard för hårddiskkryptering som kan användas av en mängd olika verktyg. Detta säkerställer inte bara kompatibilitet och interoperatibilitet mellan olika programvaror utan även att lösenordshantering sker på ett dokumenterat och säkert sätt..
LUKS referensimplementation är för Linux och baseras på en förbättrad version av cryptsetup med hjälp av dm-crypt som krypteringsprocess. LUKS kan även användas under Microsoft Windows med FreeOTFE.
LUKS design försöker följa TKS1-schemat för krypteringsnyckelhantering.